# Garfield (New Jersey)
Garfield – miasto w hrabstwie Bergen w stanie New Jersey. Według spisu ludności z 2000 roku populacja miasta wynosiła 29 786.
Teren, który jest obecnie znany jako Garfield, został utworzony w 1873 roku. W tamtych czasach był on znany jako Wschodni Passaic. W 1881 r. nazwa została zmieniona na cześć Prezydenta Stanów Zjednoczonych Jamesa Garfielda. Istnieją dwa wyjaśnienia dla nowej nazwy miasta. Jedno z nich mówi, że krótko po tym, jak James Garfield został wybrany na prezydenta, założyciel Wschodniego Passaic powiedział: „przekaż wszystkim ... Nie mówcie już Wschodni Passaic, mówcie Garfield po człowieku, który doprowadzi ten wielki kraj do dobrobytu”. Siedem miesięcy później prezydent Garfield został zamordowany, ale jego nazwisko pozostało nazwą miasta do dziś. Druga teoria głosi, że po śmierci Garfielda w 1881 roku nowo wybudowany dworzec kolejowy został nazwany na jego cześć, co doprowadziło do nazwania jego okolic Garfield.

## Warunki naturalne
Według United States Census Bureau całkowita powierzchnia miasta wynosi 5,7 km², z czego 5,5 km² stanowi ziemia, a 0,2 km² stanowi woda (2,74%).
Garfield graniczy z Elmwood Park, Saddle Brook, Lodi, a także South Hackensack. Dodatkowo miasto posiada granicę rzeczną z miastem Wallington wzdłuż rzeki Saddle River, a także z Passaic i z Clifton wzdłuż rzeki Passaic River.